# Scintigrafia corticosurrenalica
La scintigrafia corticosurrenalica è una indagine diagnostica non invasiva di Medicina Nucleare che viene eseguita ogni qualvolta vi sia un sospetto di un adenoma surrenalico o di un 'iperplasia mono- o bilaterale, in pazienti che presentino i segni clinici di una patologia da ipersecrezione di ormoni surrenalici, quali la sindrome di Cushing, il morbo di Conn o in caso di iperandrogenismo, ossia un'iperproduzione di androgeni da parte del surrene, delle ovaie o per un’aumentata conversione periferica dei precursori steroidei in androgeni.

## Radiofarmaci
Il precursore degli ormoni prodotti dalla corticale del surrene (distinta in tre zone: glomerulare, fascicolata e reticolare) è il colesterolo, pertanto i radiofarmaci utilizzati sono dei suoi analoghi; storicamente il primo radiocomposto utilizzato è stato il 131I-19-iodiocolesterolo, sostituito attualmente dal 6-beta-iodo-metil-norcolesterolo marcato con 131I (NP-59). In passato è stato anche utilizzato lo Scintadren©, nome commerciale del 75Se-6-beta-seleno-metil-norcolesterolo, che rispetto al NP-59 è più stabile a temperatura ambiente, con minor energia dell’emissione gamma e con un’emivita fisica più lunga (118,5 giorni). È stato però ben presto abbandonato in virtù di una più sfavorevole dosimetria ed attualmente non è più disponibile il commercio.
Il radiofarmaco NP-59, una volta iniettato per via endovenosa al paziente, viene veicolato attraverso le lipoproteine a bassa densità lipoproteine plasmatiche a bassa densità (LDL); legandosi a specifici recettori presenti sulla membrana cellulare sia del corticosurrene che di altri organi, le LDL permettono l’ingresso del radiofarmaco all’interno delle cellule. Nella cellula del cortico-surrene, il norcolesterolo è esterificato come se fosse colesterolo nativo, ma non subisce ulteriore metabolizzazione e non si verifica quindi produzione di ormoni steroidei radiomarcati. La captazione del radiocolesterolo è regolata da fattori che agiscono sull’asse ipofisi-surrene (ACTH-cortisolo) e sull’asse renina-angiotensina-aldosterone. Si ritiene che, in condizioni normali, il 50% della captazione surrenalica di radiocolesterolo sia regolata dallo stimolo di ACTH e il 30% da quello renina-angiotensina, mentre circa il 20% della captazione avviene indipendentemente dalla stimolazione dei vari sistemi ormonali.

## Preparazione del paziente
Vi sono numerosi farmaci che possono interferire con l'uptake del radiofarmaco e pertanto devono essere sospesi prima dell'esecuzione dell'esame (per le modalità ed i tempi ogni centro diagnostico può adottare regole differenti):
- Farmaci che interferiscono con l'asse ipotalamo-ipofisi-surrene: Glucocorticoidi (es. cortisone); Ketoconazolo
- Farmaci che interferiscono con l'asse renina-angiotensina-aldosterone: Spironolattone, estrogeni, diuretici, farmaci inibitori del sistema nervoso simpatico

Poiché il radiofarmaco NP-59 è marcato con 131I, bisogna effettuare il cosiddetto "blocco della tiroide" per evitare che lo iodio libero sia captato anche da questa ghiandola; viene pertanto somministrata per via orale, per un periodo di 7 giorni prima dell'indagine diagnostica e per tutta la durata dell'esame, una soluzione iodo-iodurata in gocce, il Lugol.
Qualora l'indagine sia effettuata nel sospetto di sindrome di Conn o di iperandrogenismo, la scintigrafia è eseguita con test di soppressione al desametasone che, inibendo la secrezione di ACTH, riduce la captazione del tracciante a livello della zona fascicolata (quella deputata alla secrezione del cortisolo), permettendo di evidenziare meglio eventuali captazioni patologiche ACTH-indipendenti a sede nella zona glomerulare o reticolare. Vengono somministrati 1 mg per via orale/6 ore o 4 mg per via i.m./die per i 7 giorni precedenti l’iniezione del radiofarmaco, e almeno per i 5 successivi.

## Acquisizione delle immagini
Per l'acquisizione delle immagini si utilizza una gamma-camera a grande campo equipaggiata con collimatori a fori paralleli per le alte energie (HEGP, High Energy General Purposes).
Dopo l'iniezione del radiofarmaco le prime immagini vengono registrate in 2ª giornata ed, in base al quesito clinico ed al quadro scintigrafico visualizzato, possono essere effettuate ulteriori immagini sino a 7 giorni dopo la somministrazione. Per discriminare meglio l'attività surrenalica da quella renale, è indicato, durante l'acquisizione delle immagini più tardive, l'iniezione di un altro radiofarmaco ad esclusiva eliminazione renale, come il 99mTc-DTPA o il 99mTc-DMSA.

### Sindrome di Cushing[5]
| Pattern di captazione          | Eziopatogenesi |
| ------------------------------ | --- |
| Bilaterale e simmetrico        | ACTH-dipendente: ipotalamico, ipofisario, sindrome da secrezione ectopica di ACTH, sindrome da secrezione ectopica di ormone di rilascio della corticotropina (CRH); ACTH indipendente. |
| Bilaterale ed asimmetrico      | iperplasia nodulare bilaterale |
| Monolaterale                   | adenoma surrenalico; tessuto ectopico adrenocorticale, esiti di surrenalectomia incompleta                                                                                              |
| Non visualizzazione bilaterale | carcinoma surrenalico; severa ipercolesterolemia. |

### Iperaldosteronismo[5]
| Pattern di captazione                                | Eziopatogenesi                                                                                   |
| ---------------------------------------------------- | ------------------------------------------------------------------------------------------------ |
| Bilaterale, simmetrico precoce (prima del 5º giorno) | iperplasia autonoma bilaterale; iperaldosteronismo secondario                                    |
| Monolaterale precoce (prima del 5º giorno)           | adenoma monolaterale (tumore di Conn); tumore maligno monolaterale secernente aldosterone (raro) |
| Simmetrico tardivo (al 5º giorno o nei successivi)   | quadro di normalità; iperaldosteronismo sopprimibile dal desametasone (raro)                     |